# Miasteczko Hibiskus
Miasteczko Hibiskus (chiń. 芙蓉镇; pinyin Fúróng Zhèn) – powieść chińskiego pisarza Gu Hua, opublikowana po raz pierwszy w kwartalniku Dangdai (Dzisiejsze Czasy) w 1981. Dzieło było przełomowe w twórczości pisarza - stało się pierwszym pozytywnie ocenionym przez krytykę. W Polsce wydane po raz pierwszy w tłumaczeniu Bogdana Góralczyka w 1989 (Wydawnictwo Literackie).
Treść czteroczęściowego utworu oparta jest na faktycznych wydarzeniach okresu wielkiego skoku i rewolucji kulturalnej. Opowiada o losach kobiety z niewielkiego miasteczka w górach Wuling, którą uznano za kułaczkę i prześladowano na różne sposoby przez wiele lat (zasadniczo od 1963), by w końcu zrehabilitować w czasie, gdy władzę objął Deng Xiaoping (1979). Kobieta ta (Hu Yuyin) została pozbawiona nowo wybudowanego domu, własności i prawa do handlu ryżem oraz uznana za wrogi element. Jej mąż (rzeźnik), nie wytrzymawszy przesłuchań, popełnił samobójstwo. Autor opisał także bogatą gamę postaci z miasteczka, których psychika została głęboko przetworzona przez totalitarny system:
- Qin Shutian – żołnierz z północy,
- Gu Yanshan – kierownik spichlerza,
- Li Mangeng – sekretarz partii w lokalnej brygadzie,
- Wang Qiushe – dawny parobek, awansowany za wzorową postawę klasową i pochodzenie,
- Li Guoxiang – działaczka partyjna, żądna władzy, posłuchu i uwielbienia[3].

Powieść została nagrodzona Nagrodą im. Mao Duna w 1982. Nakręcono też według niej film fabularny pod tym samym tytułem (1984, reżyseria Xie Jin).